# Cold Lake (album)
Cold Lake – trzeci album studyjny szwajcarskiego zespołu metalowego Celtic Frost wydany 1 września 1988 roku przez Noise Records. Dla wielu fanów ten album był wielkim rozczarowaniem i jest postrzegany jako jeden z najgorszych w historii zespołu.

## Lista utworów
1. "Human II" (Intro) - 1:06
2. "Seduce Me Tonight" - 3:18
3. "Petty Obsession" - 3:17
4. "(Once) They Were Eagles" - 3:39
5. "Cherry Orchards" - 4:19
6. "Juices Like Wine" - 4:17
7. "Little Velvet" - 3:40
8. "Blood on Kisses" - 3:29
9. "Downtown Hanoi" - 4:15
10. "Dance Sleazy" - 3:32
11. "Roses Without Thorns" - 3:26

## Twórcy
- Thomas Gabriel Fischer - wokal prowdzący i wspierający, gitara rytmiczna, efekty gitarowe
- Oliver Amberg - gitara prowadząca i rytmiczna, efekty gitarowe, wokal wspierający
- Curt Victor Bryant - gitara basowa, efekty basowe, wokal wspierający, gitara prowadząca (utwór 11)
- Stephen Priestly - perkusja, wokal wspierający